# Згорнє Паловче
Згорнє Паловче (словен. Zgornje Palovče) — поселення в общині Камник, Осреднєсловенський регіон, Словенія. Висота над рівнем моря: 656,6 м.